# Rhynchomys
Rhynchomys és un gènere de rosegadors de la família dels múrids. Les espècies d'aquest grup són endèmiques de l'illa de Luzon (Filipines). Es tracta d'animals nocturns que s'alimenten principalment de cucs de terra i insectes. El seu hàbitat natural són els boscos de muntanya. Tenen una llargada de cap a gropa de 18–22 cm i la cua d'11–15 cm.